# Anthony Goldwire
Anthony Goldwire, né le 6 septembre 1971, à West Palm Beach, en Floride, est un joueur et entraîneur américain de basket-ball. Il évolue au poste de meneur.

## Palmarès
- Champion CBA 2003, 2006
- MVP CBA 2006
- MVP des playoffs CBA 2006
- All-CBA First Team 1996, 2004, 2006
- CBA All-Rookie Second Team 1995
- Meilleur tireur à trois-points CBA 2004